# Lathyarcha inornata
Lathyarcha inornata is een spinnensoort in de taxonomische indeling van de Desidae.
Het dier behoort tot het geslacht Lathyarcha. De wetenschappelijke naam van de soort werd voor het eerst geldig gepubliceerd in 1872 door Ludwig Carl Christian Koch.